# Кратос
Кратос или Крат (грч. Κράτος) је у грчкој митологији персонификација грубе силе, син Стиге и титана Паланта.

## Митологија
Пошто је Кратосова мајка у време борбе богова са титанима прва похитала да помогне Зевсу, отац богова је дозволио њој и њеној деци да остану уз њега. Кратос је увек био уз Зевса и извршавао његова наређења. Тако је са својом сестром Бијом оковао Прометеја. Иако је персонификовао снагу, силу, моћ и суверену владавину, био је замишљан попут анђела са крилима.
Кратос је окарактерисан као бруталан и немилосрдан, он се више пута руга и Хефесту и Прометеју и залаже се за употребу непотребног насиља.
Он брани Зевсову опресивну власт и предвиђа да Прометеј никада неће побећи из његових окова. У Есхиловим Орестији, Електра позива Кратоса, Дика („Правда“) и Зевса да помогну њеном брату Оресту у освети за убиство њиховог оца Агамемнона. Кратос и Бија се појављују на црвенофигуралним атичким скифосима из касног петог века пре нове ере на тему казне Иксиона, вероватно заснованој на сцени изгубљене трагедије Еурипида. Они се такође појављују у романтичним приказима касног осамнаестог и деветнаестог века и адаптацијама Прометејевог повеза.

## У уметности

### Теогонија
Кратос и његова браћа и сестре се први пут помињу у Теогонији, коју је саставио беотијски песник Хесиод крајем осмог или почетком седмог века пре нове ере. Хесиод наводи: „И Стикс, кћер Океана, била је спојена са Паладом и родила је Зелуса (Емулација) и Нику (Победа)... Такође је родила Кратоса (Снага) и Биа (Сила), дивну децу. Они немају ни куће осим Зевса, ни стана ни стазе осим оног којим их Бог води, али увек бораве са Зевсом громовником.” Овде је Кратос само наведен као обожена апстракција са мало развоја или објашњења. Хесиод даље објашњава да је разлог зашто је деци Стикса било дозвољено да бораве са Зевсом био тај што је Зевс после Титаномахије одредио да ће сви они који нису били на дужностима под Кроносом добити положаје у његовом режиму. Пошто је Стикс прва дошла код Зевса, заједно са својом децом, Зевс их је почастио као међу највишим члановима свог новог режима. Према Дајани Бартон, Стикс, Зелос, Ника, Кратос и Бија добровољна промена оданости представља извесност Зевсове победе над Титанима. Док богиње Дике („Правда“), Еуномија („Добар закон“) и Ејрена („Мир“) представљају благодати Зевсове владавине, Кратос и његова браћа и сестре представљају послове потребне за изградњу тог режима.

### Оковани Прометеј
У почетној сцени трагедије Оковани Прометеј, која се традиционално приписује Есхилу, Кратос и његова сестра Бија одводе Прометеја на удаљену локацију у скитској дивљини, где ће бити окован за камен. Наредбу да се то уради дао је сам Зевс  а Кратос и Бија су приказани као оличење Зевсовог новог режима. Присуство Кратоса и Бије, али одсуство Никеје и Зелоса указује на тирански приказ Зевса, пошто Кратос и Биа представљају тираније аспекте ауторитета. Кратос посебно представља оно што Иан Руфел назива „врстом некомпликованог насилника за кога деспотски режими нуде безброј могућности за рад“. Он спроводи Зевсову моћ кроз физичку бруталност и немилосрдност. Бија, иако присутна у сцени, нема никакве линије; само Кратос говори.
ратос приморава благог бога ковача Хефеста да окова Прометеја ланцима за стеновиту стену, упркос Хефестовим приговорима. Хефест јадикује због Прометејеве будуће патње, наводећи Кратоса да га исмеје. Кратос изједначава владавину права са владавином страхом и осуђује сажаљење као бесмислено губљење времена. Хефест и Кратос се слажу да је Зевс „опресиван“ (барис ; буквално „тежак“). Кратос сматра правду (δικη; дике ) системом космичке хијерархије у којој монарх, Зевс, одлучује ко добија које привилегије, а ко не. Свако ко прекрши ову друштвену поделу је преступник који мора бити кажњен. Кратос наводи да, под влашћу монарха као што је Зевс, нико осим самог Зевса није истински слободан. Хефест се слаже са овом оценом.
Кратос више пута наређује Хефесту да употреби више насиља него што је потребно како би Прометеју нанео што више бола. Прво наређује Хефесту да закуца Прометејеве руке за стену. Затим му наређује да му забије челични клин кроз прса. Најзад му наређује да веже Прометеју ноге да би га имобилисао. Хефест критикује Кратоса, говорећи му да је његов говор ружан као и физички изглед. Када је Прометеј везан, Хефест, Бија и Кратос излазе ван сцене, а Кратос је последњи који одлази. Непосредно пре изласка, Кратос се руга Прометеју, говорећи да никада неће побећи из његових окова  и да не заслужује своје име  ( Прометеј на грчком значи „предумишљај“) Према  Роберту Холмс Беку, Есхилов приказ оштре казне Прометеја био је замишљен као пример како преступници морају бити кажњени да би се други одвратили од преступа. У овом тумачењу, Кратосова окрутност не треба да се посматра као претерана, већ пре као правилно спровођење правде.

### Друге референце
Прикази Кратоса и Бије у древној грчкој уметности су изузетно ретки. Једини познати сачувани приказ Кратоса и Бије у старогрчкој грнчарији налази се на фрагментарном црвенофигуралном скифосу сликара Меидије, или члана његовог круга, који је датиран на крај пети век пре нове ере и приказује казну Иксиона . Једна од Бијиних руку је видљива на точку за који је Иксион везан, држећи га. Х. А. Шапиро претпоставља да је ово вероватно приказ сцене из изгубљене трагедије Иксион од Еурипида, који је вероватно позајмио фигуре Кратоса и Бије из Прометеја Везаног. Кратос је наведен као један од Паладиних и Стиксових синова у Псеудо-Аполодоровој библиотеци.

### У савременој култури
У опери Прометеј Габријела Фореа, први пут изведеној 1900. са француским либретом који су написали песници Жан Лорен и Андре-Фердинанд Ерол“. Форе је био познат по својој мекој, отменој камерној музици и „мржном бесу“ музике иза Кратосовог и Бијиног дијалога запањио је публику.
Лик по имену Кратос појављује се у франшизи видео игара God of War, чијих је првих седам наставака игре засновано на грчкој митологији. Приказани лик научница Силвија Хмељевски назива „дубоко трагичним, херкулским антихеројем који, након што је убио своју породицу, мора да опере мијазму да би повратио свој душевни мир“. Лик Кратоса је добио име у касној фази развоја оригиналне игре из 2005. године, након што је лик већ био разрађен. Несвесни да се стварни митолошки бог по имену Кратос појављује кроз историју, креатори су случајно изабрали име Кратос, исту грчку реч која значи „Снага“, чија је митолошка фигура Кратос персонификација. Стиг Асмусен, режисер филма God of War III из 2010. године, назвао је случајност именовања „срећном грешком“, напомињући да су Кратос у игри и онај у књижевности „пијуни“. Зоран Иовановици са Калифорнијског државног универзитета, Лонг Бич, приметио је са иронијом да, док је митолошки Кратос најпознатији по томе што је оковао Прометеја, у God of war II из 2007. године, лик из видео игрице га ослобађа. Кмилевски наводи да се лик из видео игрице Кратос у великој мери ослања на друге фигуре из грчке митологије, укључујући хероје Персеја, Тезеја и Ахила, али његов најјачи утицај има херој Херакле. Игре засноване на грчком приказују Кратоса као бруталног и насилног према невиним. У God of war III он уништава огромну већину грчких богова, који су приказани као „покварени и осветољубиви“, и враћа Грчкој првобитно стање првобитног хаоса. У наставку из 2018. и његовом наставку, Кратос открива да контролише свој бес и учи како да заиста буде отац и ментор свом сину, Атреју, помажући му да се помири са својим божанством. На свом путу, они се боре против чудовишта и богова нордијског царства, од којих праве непријатеље, што неминовно води до катастрофалног Рагнарока.